# Качорівський Роман Антонович
Качорівський Роман Антонович (Псевдо: «Рибак» 30.03.1923, м. Городенка, Івано-Франківська область — 4.05.1948, біля с. Нижній Березів, Косівський район, Івано-Франківська область) — лицар Бронзового хреста заслуги УПА.

## Життєпис
Освіта — середня: навчався у Городенківській гімназії.
Член Юнацтва ОУН із 1939 р. Організаційний референт Городенківського повітового (1941—1942), керівник Коломийського повітового (1942—1944), організаційний референт Коломийського окружного (1945—1946) проводів ОУН, в.о. керівника Коломийського надрайонного (1946—1947), референт пропаганди Коломийського окружного (1947-05.1948) проводів ОУН.
Загинув у бою з військово-чекістською групою МДБ. Сотник УПА (?); відзначений Бронзовим хрестом заслуги (2.09.1948).